# Valkyrie Fossae
Valkyrie Fossae zijn smalle depressies op de planeet Venus. De Valkyrie Fossae werden in 1991 genoemd naar de Walkuren (Oudnoords: valkyrjar), strijdgodinnen uit de Noordse mythologie.
De fossae hebben een diameter van 357 kilometer en bevinden zich in het quadrangle Fortuna Tessera (V-2).